# Casares de las Hurdes
Casares de las Hurdes (extremadurai nyelven Los Casaris, asztur-leóni nyelven Casaris) település Spanyolországban, Cáceres tartományban. Casares de las Hurdes Ladrillar, Nuñomoral, Agallas és Serradilla del Llano községekkel határos. Lakosainak száma 369 fő (2024).

## Népesség
A település népessége az elmúlt években az alábbi módon változott:
| Lakosok száma | 701  | 619  | 582  | 528  | 530  | 422  | 413  | 417  | 383  | 369  |
|               | 2001 | 2004 | 2006 | 2009 | 2011 | 2014 | 2016 | 2019 | 2021 | 2024 |